# Gino Santercole
Gino Santercole, all'anagrafe Luigi Santercole (Milano, 23 novembre 1940 – Roma, 8 giugno 2018), è stato un cantautore, compositore, attore e chitarrista italiano.

## Biografia

### Gioventù

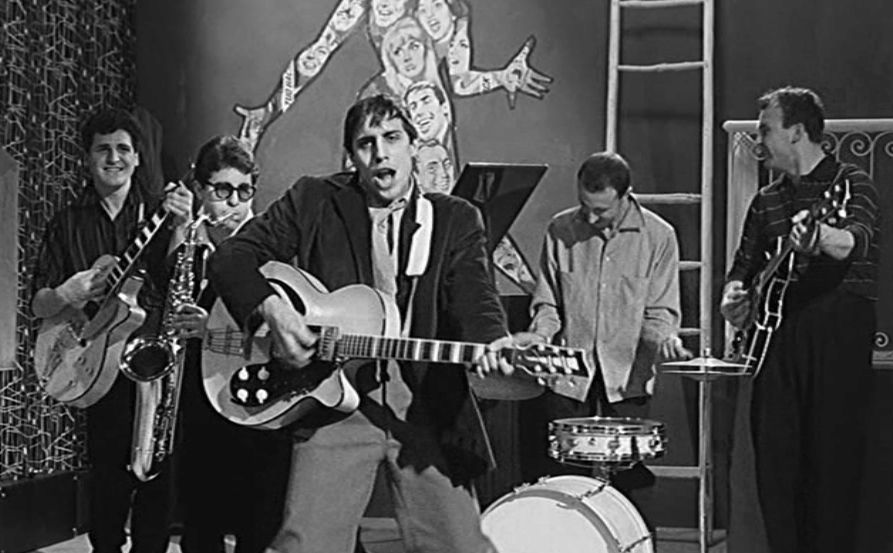
Gino Santercole (a sinistra con la chitarra) nel 1961 con I Ribelli e Adriano Celentano.

Proveniente da una famiglia di origine foggiana, Santercole è figlio di Rosa Celentano (1917-2003), sorella di Adriano Celentano, che è quindi suo zio, pur avendo solo quasi tre anni in più di lui: come lo zio, cresce anche lui in via Gluck, la strada che diventerà in seguito famosa. Perso il padre da bambino, trascorre qualche anno in collegio, ed è quindi costretto a lavorare da ragazzino, facendo anche lui, come Celentano, l'orologiaio; è comunque appassionato di rock and roll e nel poco tempo libero impara a suonare la chitarra da autodidatta. Ha altri due zii materni: Maria e Alessandro, padre di Alessandra Celentano.

### Esordi
Proprio allo zio sono legati i suoi esordi musicali: quando Celentano forma i Rock Boys, poco tempo dopo entra a farne parte in sostituzione di Ico Cerutti.
Dai Rock Boys, a causa di alcuni cambi di formazione, nascono I Ribelli, complesso che, oltre ad accompagnare Celentano e altri cantanti come Clem Sacco e Ricky Gianco, incomincia una carriera solista e di cui per alcuni anni Santercole è il chitarrista.
Insieme con altri artisti come Don Backy, Pilade e Gianco affianca Celentano nella nascita del Clan Celentano. 
Nel 1964 esordisce come cantante solista con Attaccata al soffitto/Se vorrai, disco che passa inosservato; dopo un ultimo disco con il gruppo (Chi sarà la ragazza del Clan?/Quella donna, legato al lancio come cantante di Milena Cantù, all'epoca fidanzata di Celentano), Santercole lascia I Ribelli e continua a incidere da solo.

### Il successo
Il successo arriva dapprima con Stella d'argento (il cui vero titolo è Serenata messicana), pubblicato a dicembre del 1964, che ottiene un buon riscontro i primi mesi del 1965 e poi con Questo vecchio pazzo mondo: quest'ultimo brano è la cover di Eve of Destruction e con esso Santercole partecipa al Cantagiro 1967; la stessa versione verrà poi incisa nel 1984 da Adriano Celentano.
Nel 1964 incide una cover di Busted di Johnny Cash, scritta a sua volta da Harlan Howard nel 1962, intitolata Sono un fallito e pubblicata in un EP inciso con Celentano e Don Backy. Anche questo brano è stato riproposto da Celentano nell'album I miei Americani.
Nel 1966 partecipa al Festival di Sanremo, presentando in abbinamento con lo zio Il ragazzo della via Gluck, insieme con Ico Cerutti e Pilade, con la denominazione Trio del Clan; vengono però eliminati nella prima serata.
L'anno successivo partecipa al Festival di Zurigo con La lotta dell'amore.
Nel frattempo si sposa con Anna Moroni, sorella della moglie di suo zio Claudia Mori, diventando quindi, oltre che nipote, anche cognato di Celentano; da Anna avrà due figli.

### Compositore e attore
Scrive alcune famose canzoni della musica italiana. La prima che ottiene un notevole riscontro, diventando con il tempo un evergreen della musica leggera italiana, è Una carezza in un pugno, riproposta più volte da Celentano nei suoi programmi televisivi. Nel 1992 il cantante e imitatore Fiorello ha realizzato una cover di "Una carezza in un pugno", inclusa nel suo album Nuovamente falso.
Altre canzoni di successo sono Svalutation, un rock con la chitarra elettrica in evidenza, contenuto nell'album omonimo del 1976 (contenente anche i brani La barca e La camera 21), Un bimbo sul leone, Straordinariamente inizialmente scritta per Mina, con testo di Luciano Beretta).
Compone anche colonne sonore, oltre a partecipare spesso in quelle di Celentano: un particolare successo riscuote Such a cold night tonight, inclusa nel film e nel disco Yuppi du. Un ottimo consenso di critica ottiene anche la sua colonna sonora del film Segni particolari: bellissimo (1982).
Inoltre, dopo alcune partecipazioni in vari musicarelli, con Serafino di Pietro Germi incomincia, nel 1968, la carriera di attore. Non abbandona però quella di cantante, e partecipa a Un disco per l'estate 1970 con Il re di fantasia.
Nel suo percorso di attore, lavora con registi come Pietro Germi, Dino Risi, Giuliano Montaldo, Luigi Comencini, Luciano Salce, Mario Monicelli, Carlo Lizzani, Umberto Lenzi e altri in ruoli principali e secondari.

### Il ritorno in televisione e la riappacificazione con Celentano
Nel 1999 Santercole collabora alla realizzazione del nuovo disco di Pio Trebbi L'ultimo del clan, cantante del Clan Celentano: insieme i due scrivono la canzone L'ultimo del clan. Santercole contatta Celentano, il quale decide di far partecipare i due a una puntata del suo programma televisivo Francamente me ne infischio. L'avvenimento sigla la pace tra i due dopo che in passato vi erano stati alcuni dissapori.

### Anni 2000 e 2010
Il 22 gennaio 2007 accetta di partecipare a Varese alla festa per il 50º anniversario del rock and roll in Italia, insieme con Guidone, I Ribelli, Brunetta, Ghigo Agosti e altri. Nel settembre 2008 è ospite al Festival di Venezia con Adriano Celentano per la nuova uscita di Yuppi Du. Nel giugno 2009 è ospite del programma di Rai 2 Stracult di Marco Giusti.
Esce nel 2010 il suo album con la Sony dal titolo Nessuno è solo, di cui è autore di tutta la parte musicale: autore dei testi è Mimmo Politanò.
Dopo altri quattro anni di silenzio, pubblica nel 2014 un nuovo album dal titolo Voglio essere me.
Tra dicembre 2017 e febbraio 2018, accettando l'invito dell'autore e produttore Alberto Zeppieri, incide all'Accademia Studio di Verona un nuovo album di sue musiche inedite, custodite per tanti anni nei suoi cassetti segreti, alle quali Zeppieri dona le liriche che mancavano. Preceduto dal singolo "Certi giorni" ispirato a Joe Cocker, l'album - dal curioso titolo Non sono Celentano! Voglio essere me - esce nell'aprile 2018 in tutto il mondo, a cura dell'etichetta Plaza Mayor Company (Londra / Hong Kong) che un mese dopo lo pubblica anche nel formato vinile.

### Morte
L'8 giugno 2018 è morto d'infarto a 77 anni nella sua casa di Roma. Dopo tre giorni viene celebrato il funerale nella vicina chiesa di Santa Rosa da Viterbo a Roma.

## Discografia

### Con I Ribelli
Singoli
- 1960 - Ribelli in blues/La camicia blu - (Italdisc, IR 69)
- 1961 - Enrico VIII/200 all'ora - (Celson, QB 8031)
- 1962 - La cavalcata/Serenata a Vallechiara - (Clan Celentano, ACC 24002)
- 1963 - Danny boy/Alle nove al bar (Clan Celentano, R 6000; Il lato B è accreditato a Natale Befanino e I Ribelli)
- 1964 - Chi sarà la ragazza del Clan?/Quella donna - (Clan Celentano, R 6002)
- 1964 - Stella d'argento/Senza scarpe (Clan Celentano)
- 1965 - Oh Rose', Rosetta/Signore e signori
- 1965 - L'autostop/Oh Rose', Rosetta

### Da solista
Album
- 2000: Gino Santercole (Azzurra, serie Yesterdays, TBP 1525; reincisione con nuovi arrangiamenti dei maggiori successi)
- 2010: Nessuno è solo (Sony Music)[4]
- 2014: Voglio essere me (Sony Music)[4]
- 2018: Non sono Celentano! Voglio essere me (Plaza Mayor Company) https://www.youtube.com/watch?v=6yAExnBqNVo

Raccolte
- 1985: Gino Santercole (CGD, LSM-1118) - serie musicA
- 1998: Gino Santercole - Il meglio (D.V. More Record)

Partecipazioni
- 1965: Ciao ragazzi/Chi ce l'ha con me/Sono un fallito/Voglio dormir - (Ciao! Ragazzi, ACC-SP-25002; con Adriano Celentano e Don Backy)
- 1999: L'ultimo del clan (D.V. More Record, 6415; con Pio Trebbi)

Singoli
- 1964: Attaccata al soffitto/Se vorrai - (Clan Celentano, ACC 24017)
- 1964: Stella d'argento/Senza scarpe - (Clan Celentano, ACC 24020)
- 1965: Oh Rose' Rosetta/Signore e signori - (Clan Celentano, ACC 24025)
- 1966: Questo vecchio pazzo mondo/Il nostro tempo - (Clan Celentano, ACC 24042)
- 1967: La lotta dell'amore/L'anima - (Clan Celentano, ACC 24056)
- 1968: Jane e John/Come è bello il giorno - (Clan Celentano, ACC 24076)
- 1969: Povero Gino/Barbara - (Clan Celentano, BF 69024)
- 1970: Il re di fantasia/Com'è triste la notte - (Clan Celentano, BF 69045)
- 1975: Such a cold night tonight/La ballata - (Clan Celentano, CLN 3040)
- 1978: Giovanna/Uacci-du amor - (Valiant, ZBV 7087)
- 1980: Cambiare per cambiare, no!/Ancora noi - (Lupus, LUN 4909; con Melù Valente)
- 1981: Adriano t'incendierò/È l'amore - (Ciliegia Bianca, CB-85; con Melù Valente)
- 1982: L'Amore Non È Blu/Cavomba - (DailyMusic, DLM-31014; con Melù)
- 2010: Nessuno è solo - (Sony)

Colonne sonore
- 1983: Segni particolari: bellissimo di Castellano e Pipolo
- 1985: Joan Lui - Ma un giorno nel paese arrivo io di lunedì di Adriano Celentano

## Elenco parziale canzoni scritte da Gino Santercole
| Anno | Titolo                  | Autori del testo                                      | Autori della musica | Interpreti        |
| ---- | ----------------------- | ----------------------------------------------------- | ------------------- | ----------------- |
| 1964 | È inutile davvero       | Miki Del Prete e Mogol                                | Gino Santercole     | Adriano Celentano |
| 1965 | Due tipi come noi       | Miki Del Prete e Luciano Beretta                      | Gino Santercole     | Adriano Celentano |
| 1968 | Una carezza in un pugno | Miki Del Prete e Luciano Beretta                      | Gino Santercole     | Adriano Celentano |
| 1968 | Un bimbo sul leone      | Miki Del Prete e Luciano Beretta                      | Gino Santercole     | Adriano Celentano |
| 1968 | La lotta dell'amore     | Miki Del Prete e Luciano Beretta                      | Gino Santercole     | Adriano Celentano |
| 1968 | La tana del re          | Miki Del Prete e Luciano Beretta                      | Gino Santercole     | Adriano Celentano |
| 1968 | Il grande Sarto         | Miki Del Prete e Luciano Beretta                      | Gino Santercole     | Adriano Celentano |
| 1968 | Il filo di Arianna      | Miki Del Prete e Luciano Beretta                      | Gino Santercole     | Adriano Celentano |
| 1968 | Miseria nera            | Miki Del Prete e Luciano Beretta                      | Gino Santercole     | Adriano Celentano |
| 1968 | Come farai              | Vito Pallavicini                                      | Gino Santercole     | Adriano Celentano |
| 1969 | Straordinariamente      | Luciano Beretta                                       | Gino Santercole     | Adriano Celentano |
| 1969 | La pelle                | Miki Del Prete e Luciano Beretta                      | Gino Santercole     | Adriano Celentano |
| 1970 | Il forestiero           | Miki Del Prete e Luciano Beretta                      | Gino Santercole     | Adriano Celentano |
| 1970 | Brutta                  | Miki Del Prete e Luciano Beretta                      | Gino Santercole     | Adriano Celentano |
| 1976 | Svalutation             | Vito Pallavicini, Adriano Celentano e Luciano Beretta | Gino Santercole     | Adriano Celentano |
| 1999 | L'ultimo del Clan       | Pio                                                   | Gino Santercole     | Pio               |

## Filmografia

Eleonora Giorgi e Gino Santercole in Mani di velluto (1979)

- Io bacio... tu baci, regia di Piero Vivarelli (1961)
- Cleopazza, regia di Carlo Moscovini (1964)
- Super rapina a Milano, regia di Adriano Celentano (1964)
- Rose rosse per il führer, regia di Fernando Di Leo (1968)
- Serafino, regia di Pietro Germi (1968)
- Il commissario Pepe, regia di Ettore Scola (1969)
- Infanzia, vocazione e prime esperienze di Giacomo Casanova, veneziano, regia di Luigi Comencini (1969)
- Il giovane normale, regia di Dino Risi (1969)
- Er più - Storia d'amore e di coltello, regia di Sergio Corbucci (1971)
- Il sindacalista, regia di Luciano Salce (1972)
- Il delitto Matteotti, regia di Florestano Vancini (1973)
- Li chiamavano i tre moschettieri... invece erano quattro, regia di Silvio Amadio (1973)
- Un amore così fragile così violento, regia di Leros Pittoni (1973)
- I figli di nessuno, regia di Bruno Gaburro (1974)
- Sesso in testa, regia di Sergio Ammirata (1974)
- Milano odia: la polizia non può sparare, regia di Umberto Lenzi (1974)
- Yuppi du, regia di Adriano Celentano (1975)
- Amore vuol dir gelosia, regia di Mauro Severino (1975)
- Labbra di lurido blu, regia di Giulio Petroni (1975)
- L'Agnese va a morire, regia di Giuliano Montaldo (1976)
- Geppo il folle, regia di Adriano Celentano (1978)
- Switch, regia di Giuseppe Colizzi (1978)
- Viaggio con Anita, regia di Mario Monicelli (1979)
- Mani di velluto, regia di Castellano e Pipolo (1979)
- SuperAndy - Il fratello brutto di Superman, regia di Paolo Bianchini (1979)
- Profumi e balocchi, regia di Angelo Iacono (1979)
- Sono fotogenico, regia di Dino Risi (1980)
- Biuti Quin Olivia, regia di Federica Martino (2002)

### Televisione
- Marco Polo, regia di Giuliano Montaldo – miniserie TV, 2 episodi (1982)
- Rally, regia di Sergio Martino – miniserie TV (1988)
- Angelo il custode – serie TV, 1 episodio (2001)
- Diritto di difesa – serie TV, 1 episodio (2004)
- Carabinieri – serie TV, 1 episodio (2004)